# Бродне-Товажиство
Бродне-Товажиство (пол. Brodne-Towarzystwo) — село в Польщі, у гміні Кернозя Ловицького повіту Лодзинського воєводства.
Населення — 159 осіб (2011).
У 1975-1998 роках село належало до Плоцького воєводства.

## Демографія
Демографічна структура станом на 31 березня 2011 року:
|          | Загалом | Допрацездатний вік | Працездатний вік | Постпрацездатний вік |
| -------- | ------- | ------------------ | ---------------- | -------------------- |
| Чоловіки | 80      | 13                 | 58               | 9                    |
| Жінки    | 79      | 10                 | 51               | 18                   |
| Разом    | 159     | 23                 | 109              | 27                   |